# Línia evolutiva de Popplio
Aquesta línia evolutiva de Pokémon inclou Popplio, Brionne i Primarina

## Popplio
Popplio (アシマリ Ashimari en japonès) és una de les espècies que apareixen a la franquícia Pokémon.
És un dels tres Pokémon inicials de la regió d'Alola juntament amb Rowlet i Litten. El seu nom prové de les paraules hawaianes pōpō (pilota) i del nom hawaià de la foca monjo de Hawaii ilio holo i ka uaua (que significa literalment "gos que corre en aigües hostils".
Popplio és un Pokémon lleó marí que pot fer trucs i formar bombolles d'aigua amb el seu nas de payaso.

## Brionne
Brionne (オシャマリ Osyamari en japonès) és una de les espècies que apareixen a la franquícia Pokémon.
El seu nom prové de les paraules angleses brio (brio), brine (salmorra) i marine (marí). Està basat en un lleó marí i una ballarina.

## Primarina
Primarina (アシレーヌ Ashirene en japonès) és una de les espècies que apareixen a la franquícia Pokémon. El seu nom prové de prima donna (primera cantant d'una òpera) i marina (relacionat amb el mar). Està basat en un lleó marí, en una sirena i una cantant d'òpera.